# São Geraldo do Araguaia (ort)
São Geraldo do Araguaia är en ort i Brasilien.   Den ligger i kommunen São Geraldo do Araguaia och delstaten Pará, i den centrala delen av landet, 1 000 km norr om huvudstaden Brasília. São Geraldo do Araguaia ligger 131 meter över havet och antalet invånare är 12 925.
Terrängen runt São Geraldo do Araguaia är platt. Det finns inga andra samhällen i närheten.
Omgivningarna runt São Geraldo do Araguaia är huvudsakligen savann. Runt São Geraldo do Araguaia är det mycket glesbefolkat, med 7 invånare per kvadratkilometer.